# Saratowskie Konserwatorium Państwowe im. L.W. Sobinowa
Saratowskie Konserwatorium Państwowe im. L.W. Sobinowa (ros. Саратовская государственная консерватория имени Л.В. Собинова) – rosyjska uczelnia państwowa typu akademickiego w Saratowie, kształcąca w dziedzinie muzyki, jedna z najstarszych szkół artystycznych w Rosji.

## Historia i organizacja
Trzecie w kolejności powstania w Rosji konserwatorium zostało otwarte w Saratowie w październiku 1912 z inicjatywy rady miasta, gubernatora i saratowskiego oddziału Cesarskiego Rosyjskiego Towarzystwa Muzycznego, prowadzonego przez wybitnego muzyka Stanisława Eksnera i który został pierwszym dyrektorem uczelni. Początkowo nosiło nazwę – Aleksiejewskie Konserwatorium Saratowskiego Imperatorskiego Rosyjskiego Towarzystwa Muzycznego (Саратовская Императорского Русского Музыкального общества Алексеевская консерватория), na cześć odzyskania zdrowia przez następcę tronu, cesarzewicza Aleksego Nikołajewicza. W 1935 konserwatorium otrzymało imię Leonida Sobinowa.

## Program dydaktyczny
Rokrocznie studia na 4 fakultetach i w ramach 20 katedr rozpoczyna w konserwatorium ponad 600 studentów i około 50 doktorantów. Kadra uczelni liczy ponad 200 osób, w tym doktorów i kandydatów nauk, laureatów krajowych i międzynarodowych konkursów.
Saratowskie Konserwatorium, od początku swojego istnienia było i jest podstawą dla rozwoju kultury Powołża i Kaukazu Północnego: przy jego pomocy utworzono ponad 60 szkół muzycznych w wielu miastach Rosji, w tym w Samarze, Wołgogradzie, Uljanowsku, Tambowie, Stawropolu, Nalczyku, Penzie i innych. Łączna liczba absolwentów Konserwatorium wynosi około siedem tysięcy.

## Władze uczelni
Rektorem uczelni był Ludowy Artysta Federacji Rosyjskiej prof. Lew Szugom. Obecnie na tym stanowisku Aleksandr Zanorin (2021).

## Kampusy i budynki uczelniane
Konserwatorium mieści się w budynku zaprojektowanym przez Julija Jagna w 1902 i przebudowanym na potrzeby uczelni przez głównego architekta miasta Siemiona Kallistratowa; mieści m.in. Wielką Salę Konserwatorium z doskonałą akustyką. Budynek jest wpisany na listę rosyjskiego dziedzictwa jako pomnik architektury, pod numerem 6400005000.